# Pierre Wynants
Pierre Wynants (Brussel, 5 maart 1939) was tot 2006 de Belgische chef-kok van het Brusselse restaurant Comme Chez Soi, dat toen drie sterren in de Michelin-gids had. De keuken van Wynants werd algemeen als een van de beste in België beschouwd.
Comme Chez Soi werd in 1926 gesticht door Georges Cuvelier en heette oorspronkelijk Chez Georges. Het restaurant verhuisde in 1936 naar het Rouppeplein, kreeg zijn huidige naam en verdiende in 1953 zijn eerste Michelinster. Louis Wynants, schoonzoon van Cuvelier en vader van Pierre, zet het restaurant voort en verdiende in 1966 de tweede ster. Louis Wynants sterft in 1973 en Pierre nam het roer over. In 1979 behaalde hij voor Comme Chez Soi de derde ster.
Wynants begon op 16-jarige leeftijd in restaurant Savoy in Brussel en bleef er tot 1958, wanneer hij legerdienst moet doen.
Nadien ging hij in de leer bij Raymond Henrion (Le Moulin Hideux in Noirefontaine), Raymond Oliver (Le Grand Véfour in Parijs) en Claude Terrail (La Tour d'Argent in Parijs). Bij zijn terugkeer in België in 1961 kookte hij een maand voor de toenmalige prins en latere koning Albert II van België. Daarna ging hij aan de slag in de Comme Chez Soi.
Pierre Wynants was adviseur bij de Ostend Queen, het restaurant dat de Michelin-gids in verlegenheid bracht: het kreeg een bib gourmand nog vóór het geopend was. Toen dit aan het licht kwam, werd de gehele oplage van de gids voor 2005 uit de handel genomen.
Wynants is nu gepensioneerd en het restaurant werd door zijn schoonzoon overgenomen. Vervolgens werd het één ster ontnomen.